# 大阪富国生命ビル
大阪富国生命ビル（おおさかふこくせいめいビル）は、2010年10月に竣工し、12月9日にグランドオープンした、大阪府大阪市北区小松原町（梅田）にある超高層ビル。地上28階・地下4階、高さ約132 m。

## 概要
大阪富国生命ビルは、1964年竣工の旧富国生命ビルを耐震性の問題から建て替えたもので、低層部には商業施設や金融施設、学校施設が、上層階にはテナントオフィスが入る複合オフィスビルである。
大阪市都市再生特別地区制度を活用し隣接する地下街の防災性能の向上、隣接アーケードの補強と美装、産学連携施設（テラプロジェクト）、大学関連施設（京都芸術大学、立命館大学）の誘致や歩道状空地の整備など、社会に貢献できるビルをコンセプトとしている。

### デザイン
ビル外観やアトリウム「フコク生命（いのち）の森」等のデザインは、フランス国立図書館などを手掛けたドミニク・ペローがデザインした。

## 交通
- 東梅田駅（Osaka Metro谷町線）北東改札口より徒歩約1分
- 梅田駅（Osaka Metro御堂筋線）南改札口より徒歩約3分
- 大阪梅田駅 (阪神)東改札口より徒歩約3分
- 大阪梅田駅 (阪急)2階中央改札口より徒歩約5分
- 大阪駅より徒歩約5分